# Stazione di Monaco di Baviera Est
La stazione di Monaco di Baviera Est (in tedesco München Ost), nota localmente come Ostbahnhof (letteralmente: "stazione orientale") è un'importante stazione ferroviaria della città tedesca di Monaco di Baviera. È usata anche come stazione per le linee dei treni suburbani di Monaco di Baviera, la S-Bahn di Monaco di Baviera e per la Metropolitana di Monaco di Baviera.